# Gabriela Chlumecká
Gabriela Chlumecká (* 24. April 1975) ist eine ehemalige tschechische Fußballspielerin und Nationalspielerin.

## Karriere

### Vereine
Chlumecká begann im Alter von sieben Jahren in Kladno bei Sparta Doly Kladno mit dem Fußballspielen. Nach fünf Jahren wechselte sie zum Frauenteam von Xavier, bevor sie im Alter von 16 Jahren zu Sparta Prag wechselte und für den Verein bis Saisonende 1998/99 in der I. liga žen, der höchsten tschechischen Frauenliga, spielte.
Die Möglichkeit im Ausland spielen zu können, ergriff sie und wechselte zum Bundesligisten 1. FC Nürnberg nach Deutschland.
Zum Saisonende kehrte sie nach Tschechien zurück, um ein zweites Mal für Sparta Prag zu spielen. Auf internationaler Vereinsebene nahm sie mit ihrer Mannschaft an der ersten Austragung des Wettbewerbs um den UEFA Women’s Cup teil, worauf sie sich im Vorfeld freute. Ihr Debüt gab sie am 3. Oktober 2001 im ersten Spiel der Gruppe 3 bei der 0:1-Niederlage gegen Umeå IK. In ihrem dritten Gruppenspiel am 7. Oktober 2001 beim 7:0-Sieg über LFC Grand Hotel Varna erzielte sie ihre ersten vier Tore.
Ihr letzter Verein war der Lokalrivale und Ligakonkurrent Slavia Prag, für den sie von 2003 bis 2007 aktiv war. In ihrer letzten Saison kam sie 1468 Minuten zum Einsatz, in denen sie zwölf Tore erzielte. Auch mit diesem Verein war sie im Turnier um den UEFA Women’s Cup vertreten. Bei ihrer insgesamt dritten Teilnahme 2003/04 kam sie in allen drei Spielen der Gruppe 3 zum Einsatz. Im ersten Gruppenspiel am 21. August beim 2:0-Sieg über CFF Clujana Cluj erzielte sie mit den Treffern zum 1:0 in der 16. und zum 2:0 in der 23. Minute ihre ersten beiden Tore.

### Nationalmannschaft
Chlumecká bestritt für die A-Nationalmannschaft von 1993 bis 2007 66 Länderspiele, in denen sie 52 Tore erzielte. Ihr Debüt als Nationalspielerin – nach Auflösung der Tschechoslowakischen Republik –  krönte sie am 21. Juni 1993 in Hluk beim 6:0-Sieg im Freundschaftsspiel gegen die Nationalmannschaft Sloweniens mit ihren ersten beiden Toren, den Treffern zum 1:0 in der siebten und zum 3:0 in der 60. Minute. Ihr letztes Länderspiel erfolgte am 26. Mai 2007 in Coleraine beim 3:1-Sieg im ersten Spiel der Gruppe 1 der 2. EM-Qualifikationsrunde gegen die Nationalmannschaft Nordirlands, in dem sie alle drei Tore erzielte. Mit ihren 52 erzielten Toren ist sie gegenwärtig die erfolgreichste Torschützin.

## Erfolge
- Tschechischer Meister 1994, 1995, 1996, 1997, 1998, 1999, 2001, 2002 (mit Sparta Prag), 2004 (mit Slavia Prag)
- Torschützenkönigin 1996